# El Pollo Álvarez
Joaquín Rodrigo Álvarez (Mar de Ajó, 6 de mayo de 1983), más conocido como el Pollo Álvarez, es un presentador de televisión, actor y locutor de radio argentino. Es conocido principalmente por ser el conductor de Combate, Nosotros a la mañana y Poco correctos emitidos por Canal 13.

## Carrera profesional
Comenzó su carrera en el ambiente de la actuación, participando en las ficciones 1000 millones, Rebelde Way, Amor mío, Chiquititas, casi angeles sin fin, como así también realizando diversas publicidades. Poco después le llega la oportunidad de conducir el programa Call TV (2006) junto a Victoria Vanucci en el El Nueve a la medianoche. Más tarde, es convocado por TyC Sports para integrar diversos programas de su grilla como notero y panelista en Área 18 conducido por Nacho Goano, Carburando, Sigue girando, del cual se convertiría en el conductor a partir del 2016 y Tiempo extra, donde compartió pantalla con Diego Díaz, Ivana Nadal y Quique Feldman.
Además de su despegue laboral en la televisión, también incursionó en la radio, estando al frente de Bandera roja (2011) con Magdalena Aicega, y Sin rutina, el cual se mantuvo al aire durante varias temporadas, donde en cada una de ellas estuvo acompañado por disntintas coconductoras, siendo Luli Fernández y Florencia Ventura algunas de ellas.
En 2015, Joaquín se une al personal del magacín AM, antes del mediodía emitido por Telefe y conducido por Leo Montero y Verónica Lozano. A su vez, pasa a formar parte del programa Tribuna Telefe junto a Rama Pantoroto. Ese mismo año, su popularidad incrementa al convertirse en el conductor de Fuera de combate, un programa derivado del reality show juvenil Combate, del cual pasa a ser conductor por tres años, los cuales los compartió junto a Fierita, Thiago Batistuta y Laurita Fernández. En radio, es convocado para conducir el programa Focus Grú con Josefina Pouso.
A partir del 2016 comienza a transitar por distintos géneros en la conducción televisiva, siendo el responsable de llevar al frente las emisiones de LOS40 Music Awards junto a Micaela Viciconte y el programa de entrevistas Urban Road Trip emitido por FWTV. En 2017, es fichado por KZO para conducir el magacín Con amigos así junto a Juan "Pico" Mónaco y Mariano Zabaleta. Poco después, él y Juan Mónaco y Rosario "Rochi" Cuenca, pasan a ser los conductores del programa de juegos Por una moneda televisado por El Trece. Al mismo tiempo, debuta con el programa radial Magazine 910 emitido por Radio La Red.
En 2018, fue llamado por El Trece para reemplazar temporalmente a Fabián Doman en el programa Nosotros a la mañana, al año siguiente se convierte en conductor definitivo del programa. Ese mismo año, es convocado por LaFlia para participar del reality Bailando por un sueño conducido por Marcelo Tinelli. Allí quedó nominado en la segunda gala por sus compañeros, ya que no se encontraba presente en la sentencia, por lo cual, fue enviado a la votación telefónica donde perdió contra la exmodelo Anamá Ferreyra, quien obtuvo el 51.27% de los votos, mientras que Álvarez logró el 48.73%, quedando así eliminado de la competencia. A su vez, pasa a ser una de las figuras del canal Net TV, dado que es fichado para conducir los ciclos Por amor o por dinero y Gente opinando.

## Televisión
| Año        | Título                      | Rol                           | Canal           |
| ---------- | --------------------------- | ----------------------------- | --------------- |
| 2002       | 1000 millones               | Actor                         | El trece        |
| 2003       | Rebelde Way                 | Actor                         | El Nueve        |
| 2005       | Amor mío                    | Actor                         | Telefe          |
| 2006       | Amor mío                    | Actor                         | Las Estrellas   |
| 2006       | Chiquititas sin fin         | Actor                         | Telefe          |
| 2006       | Call TV                     | Conductor                     | El Nueve        |
| 2007—2009  | Área 18                     | Notero / Panelista            | TyC Sports      |
| 2008       | Casi ángeles                | Fotógrafo                     | Telefe          |
| 2008       | B&B                         | Conductor                     | Telefe          |
| 2010—2015  | Carburando                  | Notero                        | TyC Sports      |
| 2011       | Conectados 360              | Notero                        | 360 TV          |
| 2012—2016  | Sigue girando               | Notero / Conductor            | TyC Sports      |
| 2012—2015  | Tiempo extra                | Coconductor / Panelista       | TyC Sports      |
| 2014—2015  | AM, antes del mediodía      | Panelista                     | Telefe          |
| 2015       | Tribuna Telefe              | Panelista                     | Telefe          |
| 2015       | Fuera de combate            | Conductor                     | El Nueve        |
| 2015       | Esta cantado                | Conductor de reemplazo        | El Nueve        |
| 2015—2017  | Combate (Temporada 6-10)    | Conductor                     | El Nueve        |
| 2016       | LOS40 Music Awards          | Conductor                     | El Nueve        |
| 2016—2017  | Urban Road Trip             | Conductor                     | FWTV            |
| 2017—2021  | Con amigos así              | Conductor                     | KZO / El Nueve  |
| 2017—2018  | Por una moneda              | Conductor                     | El Trece        |
| 2018, 2019 | Un sol para los chicos      | Conductor                     | El Trece        |
| 2018       | Showmatch: Bailando 2018    | Participante (3.er eliminado) | El Trece        |
| 2018       | Nosotros a la mañana        | Conductor de reemplazo        | El Trece        |
| 2018—2019  | Por amor o por dinero       | Conductor                     | Net TV          |
| 2019       | Polémica en el bar          | Conductor de reemplazo        | América TV      |
| 2019       | Gente opinando              | Conductor                     | Net TV          |
| 2019—2023  | Nosotros a la mañana        | Conductor                     | El Trece        |
| 2019       | El gran premio de la cocina | Coconductor de reemplazo      | El Trece        |
| 2020       | Premios Lo más clickados    | Conductor                     | Ciudad Magazine |
| 2021       | Los ángeles de la mañana    | Conductor de reemplazo        | El Trece        |
| 2021       | Match Game                  | Conductor de reemplazo        | El Trece        |
| 2022       | El gran juego de la oca     | Conductor                     | El Trece        |
| 2022       | Momento D                   | Conductor de reempalazo       | El Trece        |
| 2022       | Un sol para los chicos      | Conductor                     | El Trece        |
| 2023       | La Vuelta                   | Conductor                     | Fox Sports      |
| 2023-2024  | Poco correctos              | Conductor                     | eltrece         |
| 2024       | Mañanísima                  | Conductor de reemplazo        | eltrece         |
| 2024       | La jaula de la moda         | Conductor                     | Ciudad Magazine |
| 2025       | Viviana en vivo             | Conductor de reemplazo        | eltrece         |

## Teatro
- El macaco (2011)

## Radio
| Año       | Título       | Rol     | Radio           |
| --------- | ------------ | ------- | --------------- |
| 2011      | Bandera roja | Locutor | FM Point 90.9   |
| 2013      | Sin rutina   | Locutor | Radio City 89.9 |
| 2014–2016 | Sin rutina   | Locutor | FM Point 90.9   |
| 2015      | Focus Grú    | Locutor | Delta 90.3      |
| 2017      | Magazine 910 | Locutor | Radio La Red    |

## Premios y nominaciones
| Lista de premios y nominaciones | Lista de premios y nominaciones | Lista de premios y nominaciones     | Lista de premios y nominaciones | Lista de premios y nominaciones | Lista de premios y nominaciones | Lista de premios y nominaciones |
| Año                             | Organización                    | Categoría                           | Trabajo                         | Resultado                       | Ref(s)                          |                                 |
| ------------------------------- | ------------------------------- | ----------------------------------- | ------------------------------- | ------------------------------- | ------------------------------- | ------------------------------- |
| 2020                            | Premios Los Más Clickeados      | Famosos con Más Rating en Internet  | Él mismo                        | Ganador                         | [ 16 ]                          |                                 |
| 2019/2020                       | Premios Martín Fierro de Cable  | Mejor Labor en Conducción Masculina | Con amigos así                  | Nominado                        | [ 17 ]                          |                                 |
| 2021                            | Premios Los Más Clickeados      | Famosos con Más Rating en Internet  | Él mismo                        | Ganador                         | [ 18 ]                          |                                 |